# Spanning Tree Protocol
Spanning-Tree е мрежов протокол създаден с цел да предвижда съкращаване пътя, като се предотвратяват нежелани повторения (loop) в топологията на мрежата. Той е стандартизиран от IEEE IEEE 802.1D и се основава на алгоритъм, описан от Радия Перлман през 1985 г.
За Ethernet мрежа, за да функционира правилно, само един активен път може да съществува между две станции (компютъра).
При множество активни връзки между компютри се предизвикват повторения в мрежата. Ако повторението на пакети съществува в мрежовата топология, съществува и потенциал за дублиране на съобщения. Когато повторенията се случат някои суичове виждат един и същи компютър да се появява и от двете страни на суича. Това условие обърква алгоритъма за препращане и позволява дублираните фреймове да бъдат препращани.
За да се осигури съкращение на пътя, Spanning-Tree протокол определя дървовидна структура, която обхваща всички суичове в разширена мрежа. Spanning tree протокол кара някоя излишна или повтаряща се информация в режим на готовност (блокирано) състояние. Ако един мрежов сегмент в Spanning-tree протокол стане недостъпен, или ако еквивалента на Spanning-Tree протокола за даден мрежов сегмент се промени, Spanning Tree алгоритъма се преконфигурира и променя дървовидната си структура и топология на мрежата възстановява връзката която е била в режим на готовност.
Spanning-Tree протоколът работи невидимо за крайни станции (компютри), които не знаят дали те са свързани с един LAN сегмент или са включени в LAN от множество сегменти.
Има различни разновидности и подобрения на STP, но базовата функционалност е същата:
STP – IEEE 802.1D-1998 – базовата версия на протокола
2001 – RSTP (Rapid STP, IEEE 802.1w) – При стандартния STP е необходима почти минута за да се включи нов порт или да се открие промяна в топология на мрежата и да се включи блокирана връзка. При RSTP са въведени някои подобрения, които позволяват това да стане много по-бързо.
2002 – MSTP (Multiple STP, IEEE 802.1s) – Стандартния STP създава една топология за цялата мрежа. MSTP позволява да се създава отделна топология за отделните vlan-и в мрежата. Например даден порт може да е блокиран за една група от vlan-и, но разрешен за друга група.
2012 – SPB (Shortest Path Bridging, IEEE 802.1aq)